# Porto da Folha
Porto da Folha est une municipalité brésilienne située dans l'État du Sergipe.